# Edificio de la antigua Aduana de la Ciudad de México
El edificio de la antigua Aduana de la Ciudad de México se encuentra en el número 31 de la calle República de Brasil, frente a la Plaza Santo Domingo en el Centro Histórico de la Ciudad de México y fue construido de 1729 a 1735 por órdenes del Consulado de la ciudad para albergar la institución encargada de tasar y cobrar los impuestos a las transacciones de compraventa de mercancías, los cuales eran conocidos como alcabalas. Desde 1937 el edificio es la sede principal de la Secretaría de Educación Pública (SEP).

## Historia
El primer sitio destinado a la Real Aduana estuvo en las actuales 6ª y 7ª de la calle 5 de febrero. A la 7ª se le llamó 1ª de la Aduana y a la 6ª segunda de la Aduana. Esta permaneció ahí hasta que en 1676 cuando fue trasladada a las casas del Marqués de Villamayor, localizadas frente a la Plaza de Santo Domingo. El marqués residía en España y rentaba las casas por 400 pesos anuales. Las casas estaban muy deterioradas debido a los daños causados por la inundación de 1629, sin embargo, la amplitud de los espacios interiores de las casas, y su ubicación frente a la Plaza Santo Domingo resultaron muy convenientes para el funcionamiento de la aduana ya que permitían que las recuas circularan dentro y fuera de las casas sin causar mayores molestias a transeúntes y vecinos.
Para 1688 el apoderado del marquesado pretendió aumentar la renta a 600 pesos mensuales y solicitó a la aduana desalojar las casas. En respuesta Juan Jose de Veitialinaje, contador del tribunal de cuentas y superintendente de las reales alcabalas, escribió al rey Carlos II para informarle de la situación y le sugirió la adquisición de la propiedades, dadas las ventajas para el funcionamiento de la aduana en ellas, dicha compra se realizó hacia 1695.
Hacia 1777 el rey dispuso la ampliación de la sede de la aduana, debido al aumento de la población y por consiguiente del tráfico de mercancías. Para realizar la ampliación fueron adquiridas unas casas contiguas al edificio, las cuales pertenecían al convento de la encarnación y daban hacia la calle de la perpetua y al palacio de la inquisición.
En 1887 Porfirio Díaz realizó en este lugar un gran banquete y baile para conmemorar su tercer período como presidente. Poco después se conformó un plan reformador que, entre otras cosas, contemplaba la extinción de todas la Aduanas interiores y en 1891 el edificio fue destinado a la Secretaría de Comunicaciones y Obras Públicas, donde permaneció hasta 1911 cuando fue inaugurado el Palacio de la Secretaría de Comunicaciones y Obras Públicas. En 1897 fue remodelada una parte del edificio para albergar la suprema corte militar y sus dependencias. Hacia 1903 la aduana era un verdadero complejo gubernamental ya que además de la secretaría de comunicaciones y obras públicas y las dependencias de la secretaría de guerra y marina, también albergaba oficinas del consejo superior de salubridad y la inspección de cuerpos rurales.
El edificio fue catalogado como Monumento histórico el 9 de febrero de 1931 y en 1937 fue anexado  junto con otros edificios contiguos a la SEP como parte de su extensión. A la fecha sigue siendo parte del complejo de la secretaría.

## Patrimonio
- En la escalera principal se encuentra el mural Patricios y patricidas (1946) de David Alfaro Siqueiros En su obra, Siqueiros utilizó la técnica de masonita de fibra de vidrio y pintada con piroxilina y acrílico.[8]

- El edificio alberga el mural-escultura Ecuación en acero del artista Manuel Felguérez. Fue inaugurado el 29 de marzo de 2010 por el entonces presidente Felipe Calderón Hinojosa.[9] Tiene una longitud aproximada de 10 metros y una altura de 12 metros.

## Leyenda
Al respecto de la construcción de la aduana, existe una tradición oral:

"...Alrededor de 1730 el virrey don Juan de Acuña designó prior del consulado al opulento caballero don Juan Gutiérrez Rubín de Celis, cargo al que prestó poca atención, ya que sus preocupaciones estaban en la vida social. Era famoso por las joyas que lucía, tanto en sus vestiduras como en cadenas, anillos, collares, alfileres sobre el encaje de la corbata, broches en el sombrero y demás brillantes preseas. Se contaba que en la toma de posesión del virrey, solamente las perlas que adornaban la casaca representaban la suma de 30 mil pesos, una fortuna en ese entonces. Esa vida de lujo y molicie tenía como efecto que el personaje fuera descuidado y apático para todo lo que se le encomendara.

Pero un buen día conoció en uno de los ágapes a los que cotidianamente asistía, a la hermosa joven doña Sara García Somera y Acuña, de la que quedó tan fascinado que al poco tiempo le propuso matrimonio. La damisela, que además de bella era inteligente, se dio cuenta de que la vida de ocio del galán no garantizaba un futuro feliz; tras múltiples ruegos y promesas, finalmente aceptó casarse, si don Juan terminaba el edificio de la Aduana en seis meses.

La obra parecía imposible, pero la pasión amorosa del pretendiente -y su gran fortuna- lo llevaron a arrendar decenas de negros que trabajaban de día y de noche alumbrados con teas encendidas; contrató a todos los canteros, herreros y carpinteros que existían en la ciudad y él personalmente dirigió la construcción, que ningún arquitecto aceptó realizar, por la premura del tiempo. Sin más descanso que unas horas para dormir, el otrora holgazán millonario logró concluir la obra tres días antes de expirar el plazo fijado por la dueña de sus amores. Después de un buen baño se vistió de gala y en su mejor carruaje se dirigió a casa de doña Sara e hizo entrega de las llaves, colocadas en un cojín de terciopelo; ella, muy bien impresionada, cumplió su palabra y en agosto de ese mismo año de 1734 contrajeron matrimonio.